# Erich Schellhaus
Erich Karl Günther Schellhaus (* 4. November 1901 in Bösdorf, Schlesien; † 19. Februar 1983 in Hannover) war ein deutscher Verwaltungsbeamter und Politiker (NSDAP, später GB/BHE, GDP, CDU).

## Leben und Beruf
Erich Schellhaus wurde am 4. November 1901 als Sohn eines Postbeamten in Bösdorf geboren. Nach dem Besuch der Volksschule und dem Abitur am Realgymnasium in Neiße nahm er ein Studium an der Handelshochschule Berlin auf, das er aber nicht abschloss. Stattdessen wechselte er ins Bankfach, absolvierte eine Ausbildung zum Bankkaufmann und arbeitete anschließend bei der Darmstädter und Nationalbank. Er trat 1926 in den Verwaltungsdienst der Stadt Schweidnitz ein und war dort zunächst als Angestellter tätig. Nachdem er die zweite Verwaltungsprüfung an der Schlesischen Beamtenfachschule in Breslau bestanden hatte, schlug er eine Beamtenlaufbahn ein. Von 1939 bis 1945 nahm er als Offizier der Wehrmacht am Zweiten Weltkrieg teil. Nach dem Überfall auf Polen wirkte er in verschiedenen Stabseinheiten des Infanterie-Regiments 350. 1940 nahm er am Westfeldzug, nach Beginn des Unternehmens Barbarossa im Juni 1941 als Oberleutnant am Ostfeldzug teil. 1943 wurde er zum Kommandostab beim Militärbefehlshaber Frankreich nach Paris kommandiert, 1945 kam er als Hauptmann zum Oberkommando der Heeresgruppe Weichsel. Nach den Ergebnissen der Studie des Institut für Zeitgeschichte zum Gründungspräsidium des BdV gilt er durch sein Wirken im Ostkrieg als schwer belastet, weil er als Offizier einer Einheit in Weißrussland angehörte, die 1941 intensiv an der „Partisanenbekämpfung“ und „massenhaften Ermordung von Juden“ beteiligt war, so dass von seiner „mit hoher Wahrscheinlichkeit erfolgten Beteiligung an Mordaktionen gegen die dortige Zivilbevölkerung“ auszugehen ist.
Nach dem Kriegsende siedelte Schellhaus als Heimatvertriebener nach Westdeutschland über, ließ sich in Eschede nieder und wohnte im dortigen Pfarrhaus. In der Nachkriegszeit wurde er als Wald- und Moorarbeiter beschäftigt. 1952 zog er nach Hannover. Er engagierte sich in Vertriebenenverbänden, war von 1955 bis 1968 Bundesvorsitzender der Landsmannschaft Schlesien und von 1958 bis 1968 einer von vier Vizepräsidenten des Bundes der Vertriebenen (BdV).

## Politik
Schellhaus trat am 1. Mai 1933 in die NSDAP ein. Außerdem war er Mitglied der SA. Von 1931 bis 1934 amtierte er als Bürgermeister der Gemeinde Fiddichow und von 1935 bis 1939 als Bürgermeister der Stadt Bad Salzbrunn.
Schellhaus zählte 1950 zu den Gründern des BHE in Niedersachsen. Er wurde zunächst in den BHE-Kreisvorstand Celle und später in den GB/BHE-Bundesvorstand gewählt. In den 1950er-Jahren war er Ratsmitglied der Gemeinde Eschede. Am 7. November 1952 rückte er für den ausgeschiedenen Abgeordneten Karl Ott in den Niedersächsischen Landtag nach, dem er bis 1963 angehörte.
Schellhaus wurde am 13. Juni 1951 als Minister für Vertriebene, Flüchtlinge und Kriegssachgeschädigte in die von Ministerpräsident Hinrich Wilhelm Kopf geführte Regierung des Landes Niedersachsen berufen und gehörte auch der von Ministerpräsident Heinrich Hellwege geleiteten Folgeregierung an. Nach der Bildung einer Koalition aus DP, CDU und SPD schied er am 19. November 1957 aus der Regierung aus und wurde in seinem Ministeramt von Albert Höft abgelöst. Vom 12. Mai 1959 bis zum 12. Juni 1963 amtierte er erneut als Vertriebenenminister in den von den Ministerpräsidenten Kopf und Georg Diederichs geleiteten Landesregierungen. Nach dem Zusammenschluss von GB/BHE und DP zur GDP 1961 wurde er zunächst Mitglied der neu gegründeten Partei, wechselte aber im Mai 1964 zur CDU über. Im September 1962 forderte Schellhaus auf dem Landesparteitag des GB/BHE in Nienburg ein Gesetz, das jegliche Erklärungen, in denen auf die deutschen Ostgebiete verzichtet würde, als Landesverrat mit Gefängnis oder Zuchthaus unter Strafe stellen sollte. Ein solches Gesetz kam niemals zustande.

## Ehrungen
- Großes Bundesverdienstkreuz mit Stern und Schulterband, 1961
- Schlesierschild, 1971